# Dario Nakić
Dario Nakić, né le 21 mai 1969 à Šibenik, est un homme politique croate membre de l'Union démocratique croate (HDZ).
Il est ministre de la Santé entre le 22 janvier et le 19 octobre 2016.